# Vilius Šapoka
Vilius Šapoka (ur. 14 grudnia 1978 w Szawlach) – litewski finansista, ekonomista i urzędnik państwowy, w latach 2009–2012 przewodniczący Litewskiej Komisji Papierów Wartościowych, od 2016 do 2020 minister finansów.

## Życiorys
W 1997 ukończył szkołę średnią w swojej rodzinnej miejscowości, a w 2003 ekonomię na Uniwersytecie Wileńskim. Jeszcze w trakcie studiów pracował w jednym z banków, później był urzędnikiem Ministerstwa Finansów. W 2007 został wiceprzewodniczącym Litewskiej Komisji Papierów Wartościowych, od 2009 do 2012 pełnił funkcję przewodniczącego tej instytucji. Następnie podjął pracę w Banku Litwy na stanowisku dyrektora departamentu rynków i usług finansowych.
13 grudnia 2016 w nowo utworzonym gabinecie Sauliusa Skvernelisa objął stanowisko ministra finansów. Urząd ten sprawował do 11 grudnia 2020.